# Mariusz Adamiak

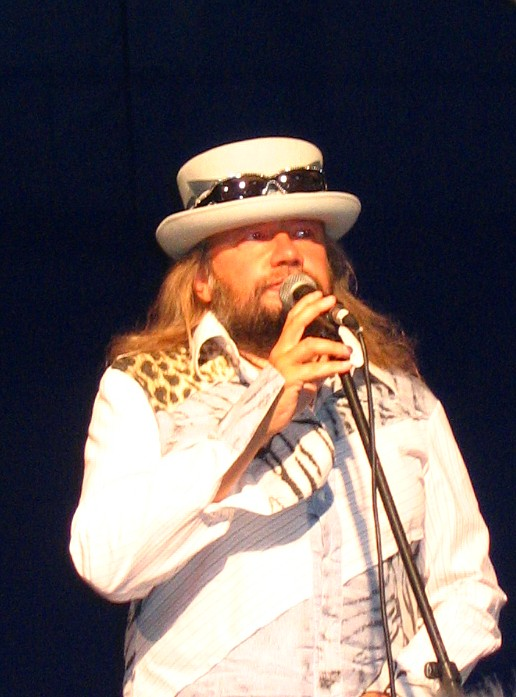
Mariusz Adamiak zapowiadający koncert w 2004

Mariusz Adamiak (ur. 1961 w Warszawie) – polski promotor muzyki jazzowej.

## Życiorys
Absolwent Uniwersytetu Warszawskiego (Wydział Geografii). Karierę animatora, organizatora i promotora muzyki jazzowej w Polsce rozpoczął przejmując w 1988 kierownictwo Jazz Clubu Akwarium, w Warszawie. Pod kierownictwem Adamiaka lokal ten szybko stał się jednym z najbardziej znanych klubów jazzowych na świecie. W 1991 założył, nadal działającą pod jego kierownictwem, Agencję Akwarium, w ramach której zorganizowano ponad sto wielkich imprez kulturalnych.
Prawdopodobnie przełomowym momentem w karierze Adamiaka było powołanie do życia nowego festiwalu jazzowego – Warsaw Summer Jazz Days w 1992.
W latach 1993–1996 Adamiak wydawał magazyn o tematyce jazzowej „Jazz a Go Go”, pierwsze czasopismo jazzowe na rynku polskim ukazujące się z płytą kompaktową, W 1994 założył Radio Jazz, a rok później – KOSMOS – program muzyczny przesyłany satelitarnie do 32 lokalnych rozgłośni radiowych. Nadal kieruje Agencją Akwarium, a w lecie 2007 na krótko reaktywował Jazz Club Akwarium.
Wyróżniony jako "Kreator Kultury" w Paszportach Polityki 2002.
Niechętny wszelkim przejawom nepotyzmu, protekcji i paternalizmu (na pierwszy koncert w Akwarium pod jego kierownictwem, zagrany przez Tony’ego Williamsa, wszyscy, włącznie z dziennikarzami, musieli wykupić bilety), Adamiak zdystansował się od swych poprzedników związanych z Polskim Stowarzyszeniem Jazzowym. Konsekwentnie promuje amerykański jazz oraz swój wizerunek (kapelusze, być może wzorowane na kapeluszach Bootsy’ego Collinsa).
Mariusz Adamiak mieszka wraz z żoną, Beatą, w okolicach Warszawy.